# Forward Music
Forward Music é uma gravadora da Taiwan. Essa empresa está associado com a Federação Internacional da Indústria Fonográfica - IFPI.